# Aedes sylvaticus
Aedes sylvaticus är en tvåvingeart som beskrevs av Jacques Brunhes 1982. Aedes sylvaticus ingår i släktet Aedes och familjen stickmyggor.
Artens utbredningsområde är Madagaskar. Inga underarter finns listade i Catalogue of Life.